# Diogo de Vasconcelos
Diogo de Vasconcelos este un oraș în Minas Gerais (MG), Brazilia.